# Костина, Анна Вадимовна
А́нна Вади́мовна Ко́стина (род. 17 апреля 1993, Россия) — российская футболистка, нападающая.

## Клубная карьера
Кроме футбола шесть лет занималась борьбой.
Начинала карьеру в 17 лет в «Чертаново». С августа 2014 года по 2015 год играла в клубе «Зоркий», в составе которого стала серебряной медалисткой чемпионата России в сезоне 2014 года. По результатам чемпионата команда получила право на участие в квалификационных матчах Лиги чемпионов, во время матчей с «Атлетико» Мадрид Костина осталась на скамье запасных. В 2016 году перешла в «Астану». Также выступала за пляжные клубы «Русбалт» и РГСУ.
В сборной России по футболу сыграла один матч — 8 апреля 2015 года в игре против Южной Кореи вышла на замену на 53-й минуте вместо Екатерины Пантюхиной.

## Личная жизнь
В 2018 году приняла участие в третьем сезоне реалити-шоу «Пацанки» и заняла 2-е место.